# Blinded by Rainbows
Blinded by Rainbows går som spår tolv på Rolling Stones album Voodoo Lounge, släppt 12 juli 1994. Låten spelades in i juli - augusti och november - december 1993 och skrevs av Mick Jagger och Keith Richards. Låten är en av de första där inte Bill Wyman medverkar som basist.
Texten ställer frågor till lyssnaren om denne överhuvudtaget varit med om jobbiga saker i livet. "'Did you ever feel the pain / That he felt upon the cross?" ("Kände du någonsin smärtan / Som han kände uppe på korset?") lyder de inledande stroferna på den fyra minuter och 32 sekunder långa låten. Refrängen lyder samma som låtens titeln ("Förblindad av regnbågar").

## Medverkande musiker
- Mick Jagger - sång, akustisk gitarr och bakgrundssång
- Keith Richards - gitarr (rytm) och bakgrundssång
- Ron Wood - elgitarr (solo)
- Charlie Watts - trummor
- Darryl Jones - elbas
- Denmont Tench - orgel och piano
- Lenny Castro - slagverk